# Brachyusa helenae
Brachyusa helenae är en skalbaggsart som först beskrevs av Thomas Casey 1911.  Brachyusa helenae ingår i släktet Brachyusa och familjen kortvingar. Inga underarter finns listade i Catalogue of Life.